# Asturias de la Paragua
Asturias fue  una provincia española situada en el archipiélago Filipino, en la parte llamada de Visayas. Pertenecía a la audiencia territorial y Capitanía General de Filipinas, y en lo espiritual a la diócesis de Cebú.

## Geografía
Comprendía los actuales municipios de Aborlan, Narra, Quezón, Sofronio Española, Punta de Brooke (Brooke's Point), Rizal y Bataraza.
Ocupaba más de la mitad de la isla y su antiguo territorio en 2010 contaba con 572 989 habitantes, más de la mitad de los que habitan el  Principado de Asturias.

## Historia
En 1858, la Provincia de Calamianes fue dividida en tres provincias: Castilla, al norte con Taytay como capital, Asturias, en el sur,  con Puerto Princesa como capital y  la pequeña isla de Balábac, con su capital en Príncipe Alfonso.